# アブドゥル・サラム・ハナフィー
アブドゥル・サラム・ハナフィー（パシュトー語: パシュトー語: عبدالسلام حنفي、ウズベク語・ダリー語: عبدالسلام حنفی、Abdul Salam Hanafi）は、アフガニスタンの第二副首相。アフガニスタン内の少数民族ウズベク人のターリバーン指導者。

## 経歴
1969年、ジョウズジャーン州ダルザーブ郡Gardan村に生まれ、クーシュ・テパ郡で初等教育を修了した。
ソ連侵攻によってアフガニスタン内戦が始まってからも、村で勉強を続けていた。サーレポル州とファーリヤーブ州のさまざまな地区のウラマーから神学を学んだ。
その後、より教育が発展しているパキスタンに旅行し、カラチの神学校で1993年までハディースの研究を続けた。神学以外にもコンピューターや会計に関する教育を受けた。3年間、カーブル大学の法学部と政治学部でイスラム文化を教えていた。
1994年、ターリバーンのイスラム運動がカンダハールで始まったとき、ハナフィは教師だった。ハナフィ―は彼の学生やウラマー、ファーリヤーブ州の宗教学生（ターリバーン）と共にターリバーンのイスラム運動に加わった。
第一次ターリバーン政権ではオマル師の命令によりファラー州の教育局長、教育副大臣を歴任した。
米軍侵攻によって始まったアフガニスタン紛争 (2001年-2021年)では、ジョウズジャーン州知事に任命され同州におけるジハードを担当していた。紛争の最中、ハナフィーは指導者評議会（ラフバリ・シューラ）の一員に選ばれた。
アフガニスタン和平交渉においては、アフガニスタン・イスラム首長国の対外窓口であるカタールのドーハに位置する政治事務所の副長官となった。